# Cerro de Charo
El cerro de Charo es una colina en el centro-norte de La Fueva, aproximadamente a 3 kilómetros al nordeste de la cabecera de la subcomarca (Tierrantona). Toma su nombre de la localidad de Charo, que se encuentra sus faldas en la bajante este. Tiene 994 metros de altitud, con una prominencia física de 228 metros sobre los terrenos que le rodean.
Junto con el serrado que lo une a la sierra de Muro de Roda, forma una línea divisoaria relativa entre La Fueva del sur (con Tierrantona de cabecera, cuenca del barranco de Usía) y el río de Lanata al norte. 
Por el este del cerro, menos alto y sin las selvas que tienen el lado oeste, no existe una división evidente entre la cuencia del Usía y de Lanata, aunque el terreno se encuentre más elevado que en las hondonadas a cada lado. Esto es lo que hace que tanto la una como la otra reciban el nombre conjunto de La Fueva, sin que se suela hacer mayor distinción.
Alrededor del cerro o discretamente en sus faldas, nombrados en sentido horario se hallan las poblaciones y despoblados: El Pocino de Charo, Charo, Aluján, El Plano y El Pamporciello (casi juntos), Sosiad, La Plana y El Sotero. En lo alto del cerro se encuentra la ermita de San Salvador, por lo que algunas veces en los alrededores también se lo menciona como cerro de San Salvador.